# Río Castro (Ría de Ares)
El río Castro, también conocido como río Dana, Dama, de los Frades, o rego de Laraxe, es un arroyo localizado en el término municipal de Cabañas (provincia de La Coruña, Galicia, España), que en su curso bajo hace de límite entre dicho municipio y el de Fene. 

## Descripción
Si exceptuamos al río Eume y al río Belelle, el río Castro constituye el curso de agua más extenso de Cabanas, así como el único de los mencionados que transcurre íntegramente dentro de su territorio.  
Posee dos orígenes, hallándose la primera en la parroquia de Salto y la segunda en el lugar de Relousada, en la parroquia de Laraxe, (ambas en el municipio de Cabanas), siendo un arroyo de pequeño tamaño pero muy caudaloso, recogiendo agua de manantiales y brañas.  
Desciende desde una pequeña ladera por la parroquia de Laraxe, atravesando la N-651, a la altura de la iglesia y cementerio parroquial, para posteriormente formar un pequeño valle con fértiles vegas sobre el que pasa el viaducto de la AP-9, constituyendo ya su curso medio una vez entrado en la parroquia de Porto. El mencionado valle y las vegas que forma el río dan nombre a los lugares de Val y A Veiga, hallándose en este último lugar un área recreativa y el campo de fútbol municipal.
En su recorrido por esta parroquia, es aprovechado por varios molinos (entre los 34 que en total abastece), entre ellos los molinos de Batán y el antiguo molino sucursal del Priorato de Porto (actualmente conocido como Muíño de Cabada), cerca de la iglesia de San Martiño, de donde según la tradición oral, recibe el nombre de río de los Frades. Continúa atravesando la carretera AC-122, y prosigue su recorrido bordeando la ladera norte del castro de As Modias (de donde se cree que procede el torque de San Martiño), que le de la otra de sus denominaciones, para finalizar descendiendo por un pequeño valle hasta desembocar en la ría de Ares, en la playa de Río Castro, donde daba servicio a un molino de mareas conocido como molino de Maré,
actualmente en estado ruinoso, haciendo de frontera natural entre los ayuntamientos de Cabanas y Fene.